# Agència de Protecció de la Salut
|  | No s'ha de confondre amb Health Protection Agency. |

L'Agència de Protecció de la Salut (APS) és un organisme autònom adscrit al Departament de Salut de la Generalitat de Catalunya, creat amb l'objectiu d'integrar tots els serveis i les activitats referides a la protecció de la salut i coordinar-los amb la resta d'organismes de protecció de la salut. Després de la seva constitució legal el 2003 s'adscrigué la seva seu central al c. Roc Boronat 85-86 de Barcelona.
La seva creació respongué al canvi en l'estructura i funcionament dels ens de salut pública a Catalunya que es volia impulsar ja durant la legislatura de Maragall i sota la direcció política de Marina Geli, consellera de Salut i Antoni Plasència Director General de Salut Pública. Fou en aquest marc de canvi en l'estructura sanitària de la salut pública que es preparà el desenvolupament de l'Agència de Protecció de la Salut que ja gaudia de l'estructuració i organitzativa legal d'acord amb aquest nou model de prestació de serveis de salut pública. Tanmateix, el 2005, la transferència de funcions assignades per la llei que la constituïa encara no s'havia completat i la creació de l'Agència de Salut Pública de Catalunya restava a l'espera del seu desplegament.

## Funcions
Per a la consecució dels seus objectius, l'Agència de Protecció de la Salut té les funcions següents:
- L'aplicació dels criteris, les directrius i les prioritats de les polítiques de protecció de la salut que hagin d'observar els departaments de l'Administració de la Generalitat i els ens locals de Catalunya en l'exercici de llurs competències.
- La coordinació amb l'Agència Catalana de Seguretat Alimentària i amb la resta d'unitats de salut pública, especialment amb les responsables de la vigilància epidemiològica.
- La gestió i l'execució de les actuacions institucionals en matèria de protecció de la salut derivades de les competències de la Generalitat.
- L'execució dels serveis i les activitats que consten en el contracte de relacions.
- El suport tècnic als ajuntaments i els consells comarcals per a l'exercici de les competències que tenen atribuïdes en matèria de protecció de la salut.
- La prestació dels serveis mínims de protecció de la salut de competència municipal i comarcal als ajuntaments i altres ens locals.
- El suport tècnic als ajuntaments i a altres ens locals que prestin serveis de protecció de la salut per mitjans propis més enllà dels serveis mínims de protecció de la salut prestats per l'Agència de Protecció de la Salut.
- El suport tècnic a la xarxa assistencial vinculada al Servei Català de la Salut en matèria de protecció de la salut.
- L'autorització, el registre i l'acreditació de centres, serveis, establiments i activitats de protecció de la salut que ho requereixin, i de la inspecció i el control i la potestat sancionadora, si escau.
- L'establiment d'indicadors de recursos, d'activitats i de resultats perquè puguin ésser avaluats anualment i se'n puguin presentar els resultats al Parlament.
- La promoció i l'impuls, en col·laboració amb les universitats i els centres d'investigació de prestigi reconegut, de la realització d'estudis científics i de línies d'investigació sobre l'avaluació de l'exposició de la població als riscs per a la salut que poden ésser vehiculats pels diferents elements del medi.
- L'establiment d'un procediment de gestió de les situacions de crisi i d'emergència que especifiqui les actuacions que cal dur a terme.
- La coordinació amb els organismes executius d'inspecció i control especialitzats en protecció de la salut, dependents dels diversos departaments de l'Administració de la Generalitat i dels ens locals.
- Qualsevol altra funció de protecció de la salut.

## Activitats
Per a l'exercici de les seves funcions, l'Agència de Protecció de la Salut, en l'àmbit de les competències de la Generalitat, ha de dur a terme les activitats següents:
- L'educació sanitària en l'àmbit de la protecció de la salut.
- L'avaluació i la gestió del risc per a la salut derivat de la contaminació del medi, en coordinació amb el Departament de Medi Ambient.
- L'avaluació i la gestió del risc per a la salut de les aigües de consum públic, incloses les accions de vigilància i de control sanitari que pertoqui.
- L'avaluació i la gestió del risc per a la salut en els establiments públics i els indrets habitats, incloses les accions de vigilància i control sanitaris que pertoqui.
- La gestió del risc per a la salut derivat dels productes alimentaris, en coordinació amb l'Agència Catalana de Seguretat Alimentària.
- El control epidemiològic, en coordinació amb els serveis de vigilància epidemiològica.
- La policia sanitària mortuòria.
- L'avaluació del risc per a la salut derivat de les zoonosis dels animals domèstics i peridomèstics i el control de les plagues.
- La comunicació del risc a totes les parts interessades, especialment als ens locals.
- La comunicació als ajuntaments de les informacions i els resultats que es generin a conseqüència de l'actuació de l'Agència Catalana de Seguretat Alimentària en el municipi corresponent.
- El foment i la incorporació de la perspectiva de gènere en l'estudi i la investigació científica i sanitària que es refereixin a la salut ambiental i alimentària.
- La confecció de protocol estandarditzats de prestació de serveis i activitats de protecció de la salut.
- La coordinació amb els organismes executius d'inspecció i control especialitzats en protecció de la salut dependents dels diversos departaments de l'Administració de la Generalitat i dels ens locals.
- Qualsevol altra activitat relacionada amb la gestió en matèria de protecció de la salut.